# Huit Grands Ministères
Les Huit Grands Ministères (caractères chinois : 八大部 ; pinyin : bā dà bù) furent le lieu de pouvoir du gouvernement du Mandchoukouo de 1932 à 1945 situés dans leur capitale d'alors, Hsinking (caractères chinois : 新京 ; pinyin : xīn jīng ; japonais : しんきょう, Shinkyō), l'actuel Changchun.

## Les huit grands ministères

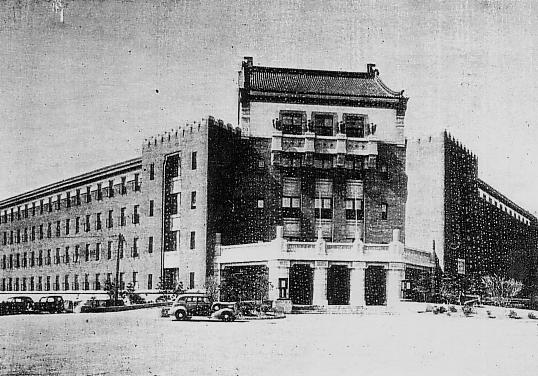
Ministère de la Sécurité

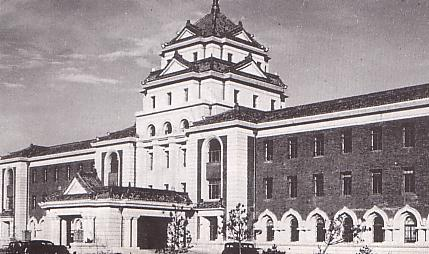
Ministère de la Justice

- Sécurité (affaires militaires) (治安部)
- Justice (司法部)
- Économie (经济部)
- Communications (交通部)
- Agriculture (兴农部)
- Éducation (文教部)
- Affaires étrangères (外交部)
- Affaires civiles (民生部)

## Aujourd'hui
Les bâtiments d'époque, construits le long d'une même avenue, font aujourd'hui partie d'un parc national et peuvent être visités.
Le parc paysager du bassin Jingyue (“八大部”—净月潭风景名胜区), qui inclut les « Huit Grands Ministères », a été proclamé parc national le 1er août 1988.